# Бетмаль
Бетмаль (фр. bethmale) — неварений пресований французький сир з коров'ячого молока. Виготовляється в Південних Піренеях, в селі Бетмаль (департамент Ар'єж).

## Історія
Згідно з місцевою легендою, сир почали виготовляти під час арабського завоювання Піренейського півострова.

## Виготовлення
Сир виготовляють з коров'ячого молока. Час дозрівання сиру — серпень і вересень, хоча його можна виготовляти з квітня по листопад. Головку сиру щодня очищають, завдяки чому у нього утворюється червонувата скоринка.

## Опис
Середня вага голівки сиру близько 4,5 кг. Сир має легкий кисло-солодкий смак. Найкращі вина для Бетмаля — червоні, наприклад, Fronton або білі.